# Mercedes-Benz W120
Mercedes-Benz W120/121 är en personbil, tillverkad av den tyska biltillverkaren Mercedes-Benz mellan juli 1953 och oktober 1962.

## W120 180 (1953-62)
Typ 180, som introducerades i juli 1953, var Mercedes-Benz första nykonstruerade volymmodell efter andra världskriget. Med sin självbärande pontonkaross bröt den helt med föregångarna. Den trötta sidventilsmotorn följde dock med från 170 S. Även bakaxeln var av samma typ som 170 S. Den dubbelledade pendelaxeln gav något opålitliga köregenskaper, men med 52 hästar i 1200 kg bil utgjorde det i praktiken inga större bekymmer. I februari 1954 tillkom dieselversionen 180 D, med motor från 170 DS och ännu blygsammare prestanda. I september 1955 infördes den enkelledade pendelaxeln från 190 SL, vilket gav tryggare väghållning.
I juli 1957 kommer 180a, med nedtrimmad toppventilsmotor från W121.
I juli 1959 avlöser 180b/180 Db, med ny kylarmaskering och nya stötfångare.
Sista utvecklingen, 180c/180 Dc, introducerades i juli 1961. Bensinaren hade högre motoreffekt genom modifierad ventilmekanism, dieseln hade nu fått tvålitersmotorn från W110.
När produktionen upphörde i oktober 1962 hade man byggt 271 217 st W120.
Versioner:
| Modell | Årsmodell | Motor                         | Cylindervolym | Effekt   | Bränslesystem    |
| ------ | --------- | ----------------------------- | ------------- | -------- | ---------------- |
| 180    | 1953-57   | M136 VII: 4-cyl radmotor sv   | 1767 cm³      | 52 hk    | Solex-förgasare  |
| 180 D  | 1954-61   | OM636 VII: 4-cyl radmotor ohv | 1767 cm³      | 40-43 hk | Bosch dieselpump |
| 180    | 1958-62   | M121 B IV: 4-cyl radmotor ohc | 1897 cm³      | 65-68 hk | Solex-förgasare  |
| 180 D  | 1962      | OM621: 4-cyl radmotor ohc     | 1988 cm³      | 48 hk    | Bosch dieselpump |

## W121 190 (1956-61)
Typ 190, som introducerades i mars 1956, var en finare version av W120. Den hade toppventilsmotorn från 190 SL, bättre bromsar, mer utrustning och en kromlist under fönsterlinjen så att man kunde särskilja den från sin enklare systermodell. I augusti 1958 tillkom dieselversionen 190 D.
I juli 1959 kom 190b/190 Db, med ny kylarmaskering och nya stötfångare. Bensinaren hade också fått lite starkare motor.
Produktionen upphörde i september 1961 efter 171 746 tillverkade W121.
Versioner:
| Modell | Årsmodell | Motor                        | Cylindervolym | Effekt   | Bränslesystem    |
| ------ | --------- | ---------------------------- | ------------- | -------- | ---------------- |
| 190    | 1956-61   | M121 B I: 4-cyl radmotor ohc | 1897 cm³      | 75-80 hk | Solex-förgasare  |
| 190 D  | 1959-61   | OM621: 4-cyl radmotor ohc    | 1897 cm³      | 50 hk    | Bosch dieselpump |